# Kenya aux Jeux olympiques d'été de 1972
Le Kenya participe aux Jeux olympiques d'été de 1972 à Munich, en Allemagne de l'Ouest, du 26 août au 11 septembre 1972. Il s'agit de sa cinquième participation à des Jeux olympiques d'été.
La délégation kenyane est composée de cinquante-sept athlètes, dont deux femmes, concourant dans quatre sports. Elle termine dix-neuvième au classement des nations avec deux médailles d'or, trois médailles d'argent et quatre médailles de bronze, soit un total de neuf médailles.
Les Kenyans se distinguent surtout en athlétisme où ils remportent six de leurs neuf médailles, dont leurs deux médailles d'or. Ils se distinguent aussi en boxe, où ils remportent leurs trois autres médailles. En revanche ils n'obtiennent pas de résultat notable en hockey ni en tir.
Les plus médaillés sont Kipchoge Keino et Julius Sang, avec chacun deux médailles en athlétisme.
Les Kenyans réussissent le doublé au 3 000 mètres steeple avec la médaille d'or pour Kipchoge Keino et la médaille d'argent pour Ben Jipcho. Kipchoge Keino inscrit à cette occasion un nouveau record olympique de la discipline, détrônant son compatriote Amos Biwott qui était le champion en titre et venait de battre le record olympique lors des qualifications mais ne réédite pas son exploit en finale.

## Médaillés kenyans

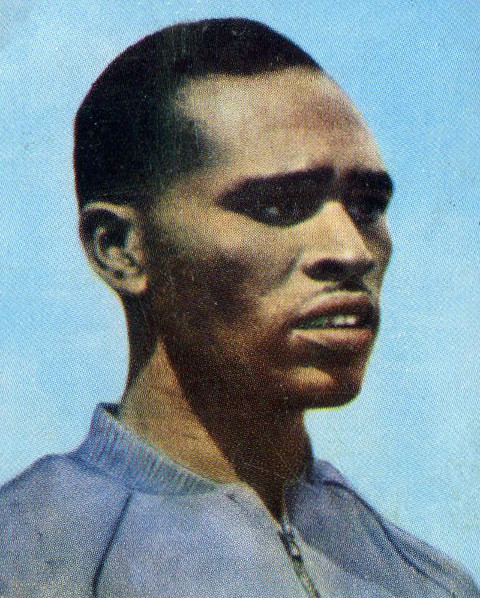
Kipchoge Keino remporte l'or au 3000 m steeple avec le record olympique, et l'argent au 1500 m.

### Médaillés d'or
Ont reçu la médaille d'or pour le Kenya :
- Kipchoge Keino — athlétisme, 3 000 mètres steeple, hommes
- Julius Sang, Charles Asati, Munyoro Nyamau et Robert Ouko — athlétisme, relais 4 × 400 mètres, hommes

### Médaillés d'argent
Ont reçu la médaille d'argent pour le Kenya :
- Ben Jipcho — athlétisme, 3 000 mètres steeple, hommes
- Kipchoge Keino — athlétisme, 1 500 mètres, hommes
- Philip Waruinge — boxe, poids plumes, hommes

### Médaillés de bronze
Ont reçu la médaille de bronze pour le Kenya :
- Julius Sang — athlétisme, 400 mètres, hommes
- Mike Boit — athlétisme, 800 mètres, hommes
- Samuel Mbugua — boxe, poids légers, hommes
- Richard Murunga — boxe, poids welters, hommes

## Résultats détaillés

### Athlétisme

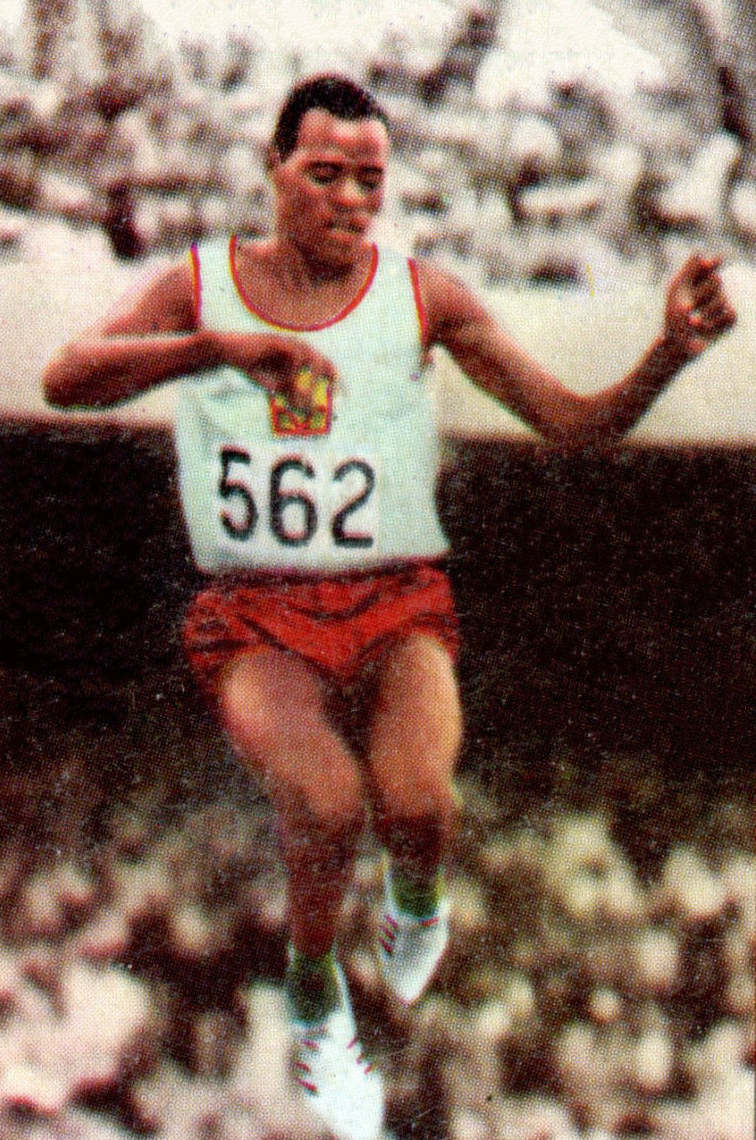
Amos Biwott, champion en titre du 3000 m steeple, bat le record olympique en qualifications, mais est 6e en finale derrière Keino et Jipcho qui réalisent un doublé kenyan.

100 mètres, hommes
- John Mwebi

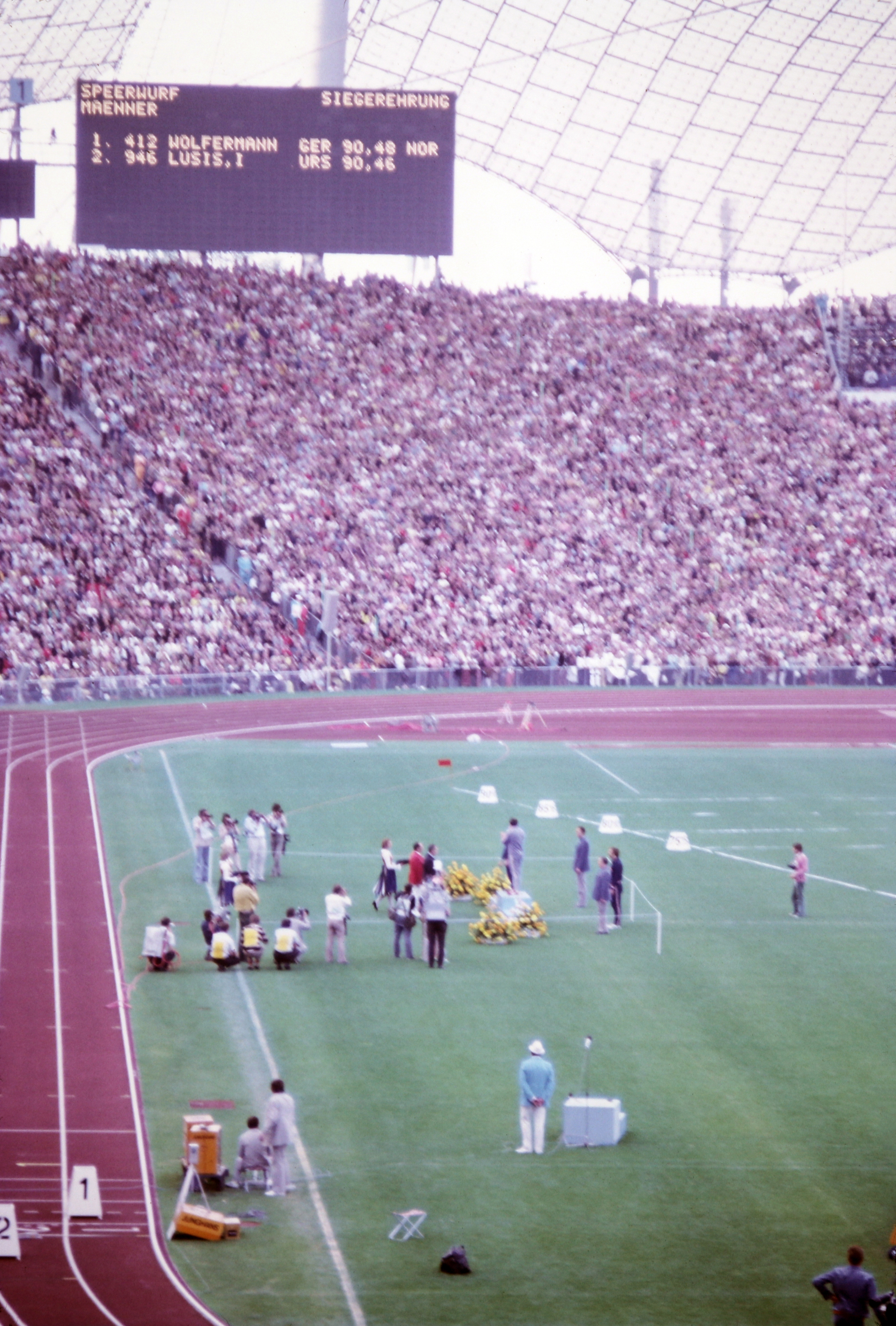
Le stade olympique de Munich en 1972.

  1. Premières qualifications — 10.60s (→ non qualifié)

- Dan Amuke
  1. Premières qualifications — 10.76s (→ non qualifié)

400 mètres, hommes
- Julius Sang
  1. Qualifications — 45.24
  2. Quart de finale — 45.92
  3. Demi-finale — 45.30
  4. Finale — 44.92 →  médaille de bronze

- Munyoro Nyamau
  1. Qualifications — 46.33
  2. Quart de finale — 46.80 (→ non qualifié)

- Charles Asati
  1. Qualifications — 45.16
  2. Quart de finale — 46.04
  3. Demi-finale — 45.47
  4. Finale — 45.13 (→ 4e place, diplôme olympique)

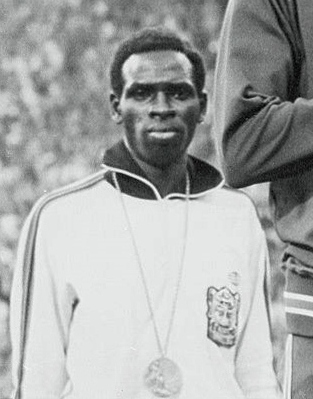
Mike Boit avec sa médaille de bronze pour le Kenya au 800 mètres.

800 mètres, hommes
- Mike Boit
  1. Qualifications — 1:47.3
  2. Demi-finale — 1:45.9
  3. Finale — 1:46.0 →  médaille de bronze

- Robert Ouko
  1. Qualifications — 1:47.4
  2. Demi-finale — 1:47.6
  3. Finale — 1:46.5 (→ 5e place, diplôme olympique)

- Thomas Saisi
  1. Qualifications — 1:48.5 (→ non qualifié)

Relais 4 x 400 mètres, hommes
- Charles Asati
- Munyoro Nyamau
- Robert Ouko
- Julius Sang
  1. Qualifications — 3:01.27
  2. Finale — 2:59.83 →  médaille d'or

1 500 mètres, hommes
- Kipchoge Keino
  1. Qualifications — 3:40.0
  2. Demi-finale — 3:41.2
  3. Finale — 3:36.8 →  médaille d'argent

- Mike Boit
  1. Qualifications — 3:42.2
  2. Demi-finale — 3:41.3
  3. Finale — 3:38.4 (→ 4e place, diplôme olympique)

- Cosmas Silei
  1. Qualifications — 3:52.0 (→ non qualifié)

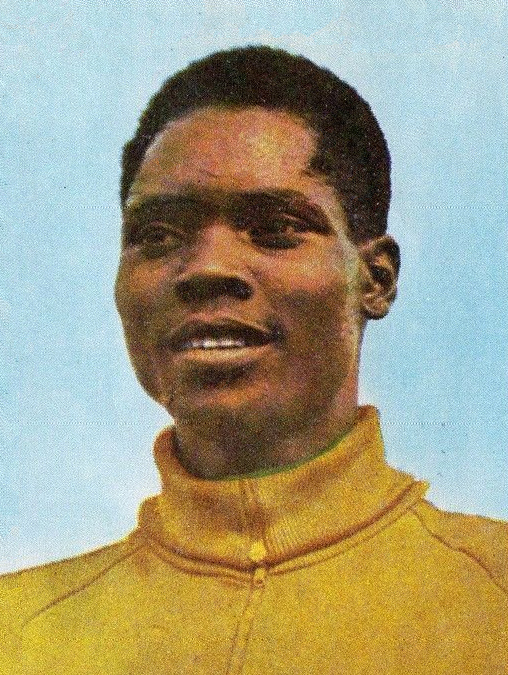
Ben Jipcho complète avec sa médaille d'argent le doublé kenyan au 3000 m steeple.

3 000 mètres steeple, hommes
- Kipchoge Keino
  1. Qualifications — 8:27.6
  2. Finale — 8:23.64 →  médaille d'or et nouveau record olympique

- Ben Jipcho
  1. Qualifications — 8:31.6
  2. Finale — 8:24.62 →  médaille d'argent

- Amos Biwott
  1. Qualifications — 8:23.8, record olympique
  2. Finale — 8:33.6 (→ 6e place, diplôme olympique)

5 000 mètres, hommes
- Evans Mogaka
  1. Qualifications — 13:37.2 (→ non qualifié)

- Paul Mose
  1. Qualifications — 13:41.4 (→ non qualifié)

- Benjamin Jipcho
  1. Qualifications — 13:56.8 (→ non qualifié)

### Boxe
Poids mouches, hommes (– 51 kg)
- Felix Maina
  - Premier tour — Bye
  - Deuxième tour — A perdu face à Franco Udella (ITA), 0:5

Poids plumes, hommes
- Philip Waruinge
  - Premier tour — Bye

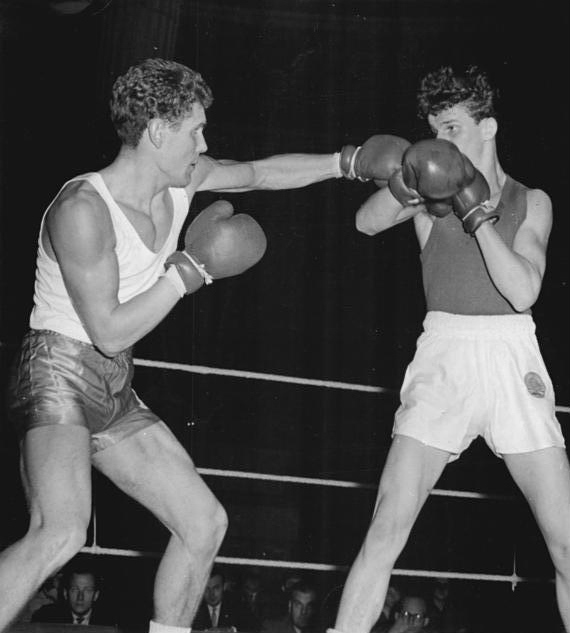
En poids légers, le kenyan Samuel Mbugua passe le cap des quarts et récolte le bronze mais déclare forfait contre Jan Szczepanski (ici à gauche).

  - Deuxième tour — A gagné contre Jabbar Feli (IRI), 4:1
  - Troisième tour — A gagné contre Salah Mohamed Amin (EGY), 5:0
  - Quart de finale — A gagné contre Jouko Lindberg (FIN), 4:1
  - Demi-finale — A gagné contre Clemente Rojas (COL), 3:2
  - Finale — A perdu face à Boris Kuznetsov, 2:3 →  médaille d'argent

Poids légers, hommes
- Samuel Mbugua
  - Premier tour — Bye
  - Deuxième tour — A gagné contre Girmaye Gabre (ETH), 5:0
  - Troisième tour — A gagné contre Muniswamy Venu (IND), 5:0
  - Quart de finale — A gagné contre Svein Erik Paulsen (NOR), 4:1
  - Demi-finale — Forfait contre Jan Szczepanski (POL) →  médaille de bronze

Poids welters, hommes (– 67 kg)
- Richard Murunga
  - Premier tour — Bye
  - Deuxième tour — A gagné contre Alfons Stawski (POL), 4:1
  - Troisième tour — A gagné contre Vartex Parsanian (IRN), TKO-3
  - Quart de finale — A gagné contre Sergio Lozano (MEX), KO-1
  - Demi-finale — A perdu face à János Kajdi (HUN), 1:4 →  médaille de bronze

Poids super-welters, hommes (– 71 kg)
- David Attan
  - Premier tour — Bye
  - Deuxième tour — A perdu face à Mikko Saarinen (FIN), TKO-2

### Hockey
Équipe masculine
- Tour préliminaire (proupe B)
  - Perdu face à la Pologne (0-1)
  - Perdu face à l'Australie (1-3)
  - Perdu face aux Pays-Bas (1-5)
  - Perdu face à la Grande-Bretagne (0-2)
  - Perdu face à l'Inde (2-3)
  - Égalité avec la Nouvelle-Zélande (2-2)
  - Gagne contre le Mexique (2-1)

- Match de classement
  - 13e / 14e place : Gagne contre l'Argentine (1-0) à l'issue des prolongations → 13e place

- Composition de l'équipe
  - Resham Bains
  - Tarlochan Channa
  - Brajinder Daved
  - Davinder Deegan
  - Phillip Desouza
  - Leo Fernandes
  - Jagjit Kular
  - Ajmal Malik
  - Amarjeet Marwa
  - Harvinder Marwa
  - Surjeet Panesar
  - Pereira Reynolds
  - Surjit Rihal
  - Ranjit Sehmi
  - Harvinderpal Sibia
  - Avtar Sohal

### Tir
Neuf tireurs représentent le Kenya en 1972, mais sans performance notable.
Pistolet, 25 mètres
- Leonard Bull
- Peter Laurence

Pistolet, 50 mètres
- John Harun
- Abdul Rahman Omar

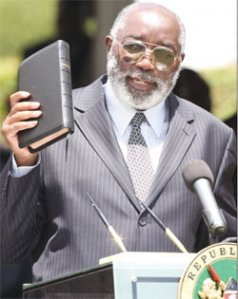
John Harun Mwau participe aux épreuves olympiques de tir au pistolet avant sa carrière politique.

Carabine, 300 mètres, trois positions
- Dismus Onyiego
- John Muhato

Carabine, 50 mètres, tir couché
- Dismus Onyiego
- Simon Ekeno

Tir trap
- Michael Carr-Hartley
- Brian Carr-Hartley